# حكمت الحراكي
حكمت بك الحراكي الحسيني (1886 - 1969) وطني سوري، ورجل دولة، وأحد واضعي الدستور السوري الأول.

## حياته المبكرة
ولد حكمة (الاسم الصحيح بالعربية أما حكمت فلفظ شائع نتيجة اللكنة التركية) سنة 1886م في معرة النعمان لعائلةٍ تنتسب للسيد عبد الله الحراكي الحسيني (ت.1184م) أحد الأولياء الصالحين المعروفين لوقته، وتعود بنسبها للنبي محمد ﷺ. توارثت عائلته نقابة الأشراف (وهي تضم الأفراد الذين يصحّ نسبهم إلى النبي) في معرة النعمان (مدينة الفيلسوف والشاعر العَلَم «أبي العلاء المعري» الواقعة شمال غرب سوريا). فرع آخر من العائلة توارث نقابة الأشراف في حمص أيضاً. والده نورس باشا الحراكي كان وجيهاً معروفاً فضلاً عن كونه نقيب الأشراف. تعلم حكمت في بلدته ثم تابع في إسطنبول حيث اعتادت العائلات الثرية والأرستقراطية في العهد العثماني إرسال أبنائها لإكمال تعليمهم.

## عمله السياسي

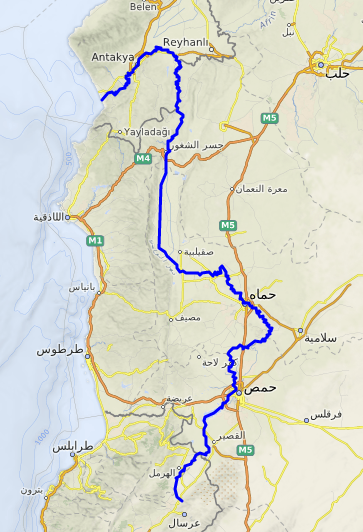
معرة النعمان على الطريق الدولية (M5) بين دمشق وحلب مروراً بحمص وحماة وإدلب، ويبدو نهر العاصي بالأزرق، والحدود الدولية.

انسحب العثمانيون من الشام سنة 1918 ودخل جيش الأمير فيصل بن الحسين دمشق في الأول من تشرين الأول/أكتوبر 1918 مدشناً عهد الحكم العربي، واستقبل الأخوان سامي وحكمت الحراكي في منزلهما قائد القوات العربية نوري السعيد تعبيراً عن تأييدهما للثورة العربية وتضامنهما معها. عين الأمير فيصل سامي بك الحراكي الأخ الأكبر حاكماً على منطقة معرة النعمان. بعد ذلك انتخب حكمت الحراكي نائباً عن المعرة في المؤتمر السوري العام الذي التأمت جلساته في مقر النادي العربي بدمشق وأولها في 10 حزيران/يونيو 1919، وبعدما أعلن المؤتمر قيام المملكة السورية العربية كدولةٍ مستقلةٍ (8 آذار/مارس 1920) وتلاه إعلان الأمير فيصل ملكاً باسم فيصل الأول. اختير الحراكي في (10 آذار/مارس 1920) أحد أعضاءٍ سبعةٍ للجنة تأليف الدستور مع هاشم الأتاسي ووصفي الأتاسي (نائبي حمص) وسعد الله الجابري (نائب حلب).
تألف الدستور -الذي أعلن في 13 تموز/يوليو 1920 (قبل أحد عشر يوماً من معركة ميسلون)- من مائةٍ وسبع موادَّ. قررت المادةُ الأولى: «إن حكومة المملكة السورية العربية حكومة ملكية مدنية نيابية عاصمتها دمشق الشام»، وأوردت المادة الثانية: «المملكة السورية تتألف من مقاطعاتٍ تشكل وحدةً سياسيةً لاتقبل التجزئة»، وقُصِد بها سوريا الطبيعية (التي تضم الكيانات الحالية سوريا (بما فيها قيليقية) وفلسطين ولبنان والأردن) كمملكةٍ دستوريةٍ مستقلةٍ من دون أي ادعاءاتٍ خارجيةٍ أو معاهداتٍ تنتقص من هذا الاستقلال.
في هذا الوقت ورث حكمت الحراكي نقابة الأشراف في المعرة.
من بعدُ انتخب حكمت الحراكي في المجالس النيابية السورية منذ العشرينات وحتى الأربعينات؛ المجلس التأسيسي (1928)، ومجالس (1932)، و (1936)، و (1943) و (1947)، وفي الجمعية التأسيسية (1949) نائباً عن معرة النعمان، وشغل مقعده كأحد النواب المستقلين في المجلس. وكان من بين خمسين نائباً وشخصيةً وقعوا على عريضةٍ يؤيدون فيها اختيار تاج الدين الحسني لرئاسة الجمهورية (1941م) من قبل الجنرال كاترو.

## في الوزارة
اختير حكمت الحراكي أول وزيرٍ يتولى وزارة «الإعاشة والتموين» عندما استحدثت لأول مرة في سوريا بسبب ظروف الحرب العالمية الثانية وضيق الموارد والتقنين في المواد الغذائية وذلك في حكومة حسن الحكيم الأولى (20 أيلول/سبتمبر1941-17 نيسان/أبريل 1942) الوزارةِ الخامسةِ والعشرين في تاريخ سوريا الحديث، وكانت وزارة معتدلة عموماً ضمت ممثليْن اثنين عن الكتلة الوطنية، واثنين آخرين من الشهبندريين (المتحزّبون لعبد الرحمن الشهبندر)، وقد أعلن المندوب الفرنسي الجنرال كاترو بعد أسبوع من تشكيلها اعتراف فرنسا باستقلال سوريا ولبنان في 27 أيلول/سبتمبر1941، وإن يكن استقبل ببرودٍ عام سياسياً وشعبياً على وقع كونه مقيداً بالعديد من الشروط، واحتفاظ فرنسا بالإشراف على المصالح الحكومية، وفي ظل وجود جيشٍ فرنسي مرابطٍ بسوريا.
انحلت هذه الوزارة على خلفية عدم التوافق في الرأي بين رئيس الوزارة والمندوب السامي الفرنسي، وذلك بتقديم الوزراء (ومنهم الحراكي) كلّ منهم استقالته منفردةً لرئيس الدولة تاج الدين الحسني الذي قبلها، ثم أصدر مرسوماً باعتبار الوزارة منحلة بموجب الدستور لاستقالة غالبية أعضائها.
واستمر حكمت الحراكي وزيراً للتموين والإعاشة في حكومة حسني البرازي التالية (17 نيسان/أبريل 1942-8 كانون الأول/يناير 1943)، ثم في حكومة جميل الألشي (8 كانون الأول/يناير 1943-25 آذار/مارس 1943) التي أعقبتها.
ولما توفي الرئيس تاج الدين الحسني 17 كانون الأول/يناير 1943 بعد تشكيل هذه الوزارة الأخيرة بأيامٍ غدا رئيس الوزارة جميل الألشي رئيساً مؤقتاً بموجب الدستور إلا أن المفوض السامي الفرنسي -في خرقٍ للدستور- أقال الوزارة استناداً إلى صلاحياته الاستثنائية في 25 آذار/مارس 1943 لتشكيل حكومةٍ حياديةٍ تشرف على إجراء انتخاباتٍ، فكان أن جاءت حكومة عطا الأيوبي (25 آذار/مارس 1943-19 آب/أغسطس 1943) الذي كان رئيساً مؤقتاً في الوقت نفسه.

## أخلاقه وصفاته
شارك حكمت الحراكي في الكفاح ضد الفرنسيين، وأنفق جزءاً كبيراً من ثروته لتمويل الانتفاضة في منطقة حماة ومعرة النعمان في نيسان/أبريل وأيار/مايو من عام 1945 التي اشترك بها العديد من أقاربه، والتي شملت عموم المدن السورية وأدت إلى الجلاء النهائي للفرنسيين في 17 نيسان/أبريل1946.
عمل حكمت الحراكي وزيراً للإعاشة والتموين لمدةٍ نافت على السنة ونصف السنة، وهي وزارة حساسة ولاسيما أثناء الحرب، وقد أسندت إليه في وقتٍ كان الغضب الشعبي بسبب الغلاء والتجاوزات التي حدثت قبلاً في التموين على عهد حكومة المديرين (39-1941) قد بلغ ذروته، على أن ستيفن لونغريغ يعيد سقوط حكومة حسن الحكيم لفشلها وخاصة في مشاكل التموين والتقنين، ويعتبر كذلك الحكومتين اللتين أعقبتاها لم تكونا بأفضل حالاً.
كان منزله في المعرة على الدوام مركز استقطابٍ معروفاً وموئلاً لنشاطاتٍ عديدةٍ حيث يجتمع رجالٌ من مشاربَ متنوعةٍ واهتماماتٍ مختلفةٍ مثل وطنيين ناشطين وزعماء شعبيين وسياسيين وشعراء للمناقشات وتبادل الآراء وطرح المشكلات واقتراح الحلول في مختلف القضايا التي تهم الشأن العام، مثلما كان مفتوحاً دائماًً كذلك للفقراء والمحتاجين؛ فقد كان مشهوراً بكرمه وحسن وفادته.
عمل ابنه رياض (ولد 1914) بالتدريس، فيما درس ابنه خالد (ولد 1916) العلوم الزراعية في الجاععة الأمريكية ببيروت، والعلوم الاقتصادية في معهد الحقوق الغرنسي في بيروت، ثم تابع دراسته في جنيف في اسويسرا، وبعد عودته تفرغ لإدارة أملاكه الزراعية.
توفي حكمت الحراكي عام 1969 عن عمر ناهز الثالثة والثمانين.